# Charles Rieu
Charles Rieu (Lo Parador, Provença, 1 de novembre de 1846 - ibídem, 11 de gener de 1924) fou un poeta provençal, conegut pel malnom de Charloun dou Paradou.
Fill de camperols (ell mateix era camperol), començà a publicar les seves primeres composicions en diverses revistes, que després reuní amb el títol de Canldou. Terraire, al que seguiren Nouveu Cant dou Terraire i Li darrié cant dou Terraire, obres impregnades de tot el perfum de la naturalesa.
També se li deu una versió provençal de L'Odissea.